# Kjuka Headland
Kjuka Headland är en udde i Antarktis. Den ligger i Östantarktis. Norge gör anspråk på området.
Terrängen inåt land är kuperad åt nordost, men åt sydväst är den platt. Havet är nära Kjuka Headland västerut. Trakten är obefolkad. Det finns inga samhällen i närheten. 